# Torneo Apertura 2009 (Chile)
El Campeonato Nacional de Apertura de Primera División de Fútbol Profesional 2009, o simplemente Torneo de Apertura 2009, fue el primer torneo de la temporada 2009 de la primera división chilena de fútbol. El torneo comenzó el 31 de enero de 2009 (con el empate entre Curicó Unido y Colo-Colo en el Duelo de Campeones) y terminó el 7 de julio de dicho año. El campeón fue Universidad de Chile, quien venció a Unión Española por el marcador de 1-0 en la final de vuelta disputada en el Estadio Santa Laura (en la final de ida jugada en el Estadio Nacional empataron 1-1).
Se jugó en modalidad mexicana, es decir, se jugó una Fase Clasificatoria, en donde los 18 equipos se enfrentaron todos contra todos en una sola rueda, y una Etapa de Eliminación Directa (play-offs) en partidos de ida y vuelta, para definir al campeón. La diferencia con años anteriores consiste en la forma de clasificación a la Etapa de Eliminación Directa, que adaptará el sistema colombiano, en el que los 8 primeros de la tabla en la Fase Clasificatoria accedieron a las fases finales del campeonato.

## Aspectos generales

### Modalidad
El torneo se jugó en modalidad mexicana, pero con una variante con respecto a los torneos anteriores. Para efectos de clasificación, los 8 primeros equipos de la tabla general accedieron a los play-offs, eliminándose el repechaje. Los enfrentamientos se realizaron en el formato "todos contra todos" en una rueda (17 fechas). Luego se pasó a la fase de los play-offs o sistema de eliminación directa en donde los equipos jugaron en cuartos de final, semifinal y final (partidos de ida y vuelta).
El torneo entregó un cupo y medio a la Copa Sudamericana 2009 (el 1º de la tabla general de la Fase Clasificatoria entrará directo, mientras que el 2º lugar jugará una llave con el ganador de la Copa Chile, según las bases determinen), y uno a la Copa Libertadores 2010 (el campeón del Torneo de Apertura).

## Ascensos y descensos
| Pos. | Descendidos de 1.ª División |
| ---- | --------------------------- |
| 17.º | Deportes Antofagasta        |
| 18.º | Provincial Osorno           |
| 19.º | Deportes Melipilla          |
| 20.º | Deportes Concepción         |

| Pos. | Ascendidos de Primera B                                   |
| ---- | --------------------------------------------------------- |
| 1.º  | Curicó Unido                                              |
| 4.º  | Municipal Iquique (ganador partido por el Vicecampeonato) |

A contar de esta edición, se disminuyó el número de equipos de 20 a 18, pues en la pasada temporada descendieron cuatro equipos automáticamente (uno por puntaje, dos por promedios acumulados y Deportes Concepción, que sufrió un descenso administrativo) y sólo ascendieron directamente dos de Primera B.

## Árbitros
Esta es la lista de todos los árbitros disponibles que pudieron dirigir partidos este torneo. La novedad para esta temporada fueron Francisco Caamaño y Carlos Ulloa (quien arbitrara por primera vez en Primera División), reemplazando a José Henríquez, que arbitrara en Primera B para la temporada 2008, y Rubén Selmán, que se retiró del referato.
| Árbitros           | Edad    | Categoría |
| ------------------ | ------- | --------- |
| Manuel Acosta      | 40 años |           |
| Guido Aros         | 43 años |           |
| Julio Bascuñán     | 31 años |           |
| Francisco Caamaño  | 36 años |           |
| Carlos Chandía     | 44 años |           |
| René de la Rosa    | 37 años |           |
| Claudio Fuenzalida | 39 años |           |
| Eduardo Gamboa     | 32 años |           |
| Álvaro García      | 31 años |           |
| Jorge Osorio       | 32 años |           |
| Enrique Osses      | 35 años |           |
| Patricio Polic     | 36 años |           |
| Eduardo Ponce      | 42 años |           |
| Pablo Pozo         | 36 años |           |
| Claudio Puga       | 37 años |           |
| Carlos Ulloa       | 33 años |           |

## Equipos por región
| Región               | N.º | Equipos |
| -------------------- | --- | --- |
| Región Metropolitana | 7   | Audax Italiano, Colo-Colo, Palestino, Santiago Morning, Unión Española, Universidad Católica y Universidad de Chile |
| Biobío               | 3   | Huachipato, Ñublense y Universidad de Concepción                                                                    |
| Maule                | 2   | Curicó Unido y Rangers                                                                                              |
| Antofagasta          | 1   | Cobreloa |
| Atacama              | 1   | Cobresal |
| Tarapacá             | 1   | Municipal Iquique                                                                                                   |
| Coquimbo             | 1   | Deportes La Serena                                                                                                  |
| Valparaíso           | 1   | Everton |
| O'Higgins            | 1   | O'Higgins |

|
| Audax Italiano Universidad de Chile Colo-Colo Universidad Católica Unión Española Palestino Santiago Morning |

|}

## Datos de los clubes
Fecha de actualización: 21 de abril de 2009
| Audax Italiano            | Bandera de Argentina                  | Pablo Marini              | Santiago     | Bicentenario de La Florida       | 12.000 |
| Cobreloa                  | Bandera de Chile                      | Rubén Vallejos (interino) | Calama       | Municipal de Calama              | 20.180 |
| Cobresal                  | Bandera de Chile                      | José Cantillana           | El Salvador  | El Cobre                         | 20.752 |
| Colo-Colo                 | Bandera de Paraguay                   | Gualberto Jara (interino) | Santiago     | Monumental                       | 45.000 |
| Curicó Unido              | Bandera de Chile                      | Luis Marcoleta            | Curicó       | La Granja                        | 6.000  |
| Deportes La Serena        | Bandera de Chile                      | Víctor Hugo Castañeda     | La Serena    | La Portada                       | 15.000 |
| Everton                   | Bandera de Uruguay · Bandera de Chile | Nelson Acosta             | Viña del Mar | Sausalito                        | 18.000 |
| Huachipato                | Bandera de Chile                      | Fernando Vergara          | Concepción   | Municipal de Concepción          | 35.000 |
| Municipal Iquique         | Bandera de Chile                      | Erick Guerrero (interino) | Iquique      | Tierra de Campeones              | 12.000 |
| Ñublense                  | Bandera de Chile                      | Fernando Díaz             | Chillán      | Bicentenario Nelson Oyarzún      | 12.000 |
| O'Higgins                 | Bandera de Argentina                  | Jorge Sampaoli            | Rancagua     | El Teniente                      | 15.450 |
| Palestino                 | Bandera de Chile                      | Luis Musrri               | Santiago     | Municipal de La Cisterna         | 8.000  |
| Rangers                   | Bandera de Chile                      | Óscar del Solar           | Talca        | Fiscal de Talca                  | 14.820 |
| Santiago Morning          | Bandera de Argentina                  | José Basualdo             | Santiago     | Municipal de La Pintana          | 6.000  |
| Unión Española            | Bandera de Chile                      | Luis Hernán Carvallo      | Santiago     | Santa Laura-Universidad SEK      | 22.000 |
| Universidad Católica      | Bandera de Chile                      | Marco Antonio Figueroa    | Santiago     | San Carlos de Apoquindo          | 20.000 |
| Universidad de Chile      | Bandera de Uruguay                    | Sergio Markarián          | Santiago     | Nacional Julio Martínez Prádanos | 66.000 |
| Universidad de Concepción | Bandera de Chile                      | Jorge Pellicer            | Concepción   | Municipal de Concepción          | 35.000 |

#### Cambios de entrenadores
Los entrenadores interinos aparecen en cursiva.
| Cobreloa          | Bandera de Argentina                    | Marcelo Trobbiani     | 1 - 12            |
| Cobreloa          | Bandera de Chile                        | Rubén Vallejos        | 13 - Presente     |
| Colo-Colo         | Bandera de Argentina · Bandera de Chile | Marcelo Barticciotto  | 1 - 10; 12        |
| Colo-Colo         | Bandera de Paraguay                     | Gualberto Jara        | 11; 13 - Presente |
| Municipal Iquique | Bandera de Chile                        | Horacio Rivas         | 1 - 13            |
| Municipal Iquique | Bandera de Chile                        | Erick Guerrero        | 14 - Presente     |
| Rangers           | Bandera de Chile                        | Juan Ubilla           | 1 - 8             |
| Rangers           | Bandera de Chile                        | Juan Carlos Hernández | 9                 |
| Rangers           | Bandera de Chile                        | Óscar del Solar       | 10 - Presente     |

## Fase clasificatoria
Fecha de actualización: 21 de mayo de 2009
| Torneo de Apertura 2009 | Torneo de Apertura 2009   | Torneo de Apertura 2009 | Torneo de Apertura 2009 | Torneo de Apertura 2009 | Torneo de Apertura 2009 | Torneo de Apertura 2009 | Torneo de Apertura 2009 | Torneo de Apertura 2009 | Torneo de Apertura 2009 | Torneo de Apertura 2009 |
| Equipo                  | Equipo                    | Pts                     | PJ                      | G                       | E                       | P                       | GF                      | GC                      | DIF                     |                         |
| ----------------------- | ------------------------- | ----------------------- | ----------------------- | ----------------------- | ----------------------- | ----------------------- | ----------------------- | ----------------------- | ----------------------- | ----------------------- |
| 1                       | Unión Española            | 38                      | 17                      | 12                      | 2                       | 3                       | 38                      | 17                      | 21                      |                         |
| 2                       | Universidad de Chile      | 31                      | 17                      | 9                       | 4                       | 4                       | 33                      | 21                      | 12                      |                         |
| 3                       | Everton                   | 28                      | 17                      | 7                       | 7                       | 3                       | 24                      | 17                      | 7                       |                         |
| 4                       | Santiago Morning          | 27                      | 17                      | 8                       | 3                       | 6                       | 41                      | 29                      | 12                      |                         |
| 5                       | Universidad Católica      | 27                      | 17                      | 8                       | 3                       | 6                       | 26                      | 18                      | 8                       |                         |
| 6                       | Municipal Iquique         | 26                      | 17                      | 7                       | 5                       | 5                       | 27                      | 23                      | 4                       |                         |
| 7                       | Audax Italiano            | 25                      | 17                      | 7                       | 4                       | 6                       | 25                      | 20                      | 5                       |                         |
| 8                       | O'Higgins                 | 25                      | 17                      | 7                       | 4                       | 6                       | 25                      | 26                      | -1                      |                         |
| 9                       | Huachipato                | 25                      | 17                      | 7                       | 4                       | 6                       | 26                      | 29                      | -3                      |                         |
| 10                      | Cobreloa                  | 24                      | 17                      | 7                       | 3                       | 7                       | 24                      | 25                      | -1                      |                         |
| 11                      | Universidad de Concepción | 23                      | 17                      | 6                       | 5                       | 6                       | 24                      | 25                      | -1                      |                         |
| 12                      | Ñublense                  | 20                      | 17                      | 5                       | 5                       | 7                       | 18                      | 26                      | -8                      |                         |
| 13                      | Colo-Colo                 | 19                      | 17                      | 5                       | 4                       | 8                       | 28                      | 28                      | 0                       |                         |
| 14                      | Curicó Unido              | 19                      | 17                      | 5                       | 4                       | 8                       | 24                      | 28                      | -4                      |                         |
| 15                      | Cobresal                  | 19                      | 17                      | 4                       | 7                       | 6                       | 23                      | 34                      | -11                     |                         |
| 16                      | Palestino                 | 17                      | 17                      | 5                       | 2                       | 10                      | 18                      | 37                      | -19                     |                         |
| 17                      | Rangers                   | 14                      | 17                      | 3                       | 5                       | 9                       | 20                      | 28                      | -8                      |                         |
| 18                      | Deportes La Serena        | 14                      | 17                      | 3                       | 5                       | 9                       | 19                      | 32                      | -13                     |                         |

- Pts=Puntos; PJ=Partidos jugados; G=Partidos ganados; E=Partidos empatados; P=Partidos perdidos; GF=Goles a favor; GC=Goles en contra; DIF=Diferencia de gol

|  | Clasificado a la Copa Sudamericana 2009 como "Chile 1" y Play-offs                                                                   |
|  | Accede a la disputa del cupo "Chile 2" para la Copa Sudamericana con U. de Concepción (Ganador Copa Chile) y clasificado a Play-offs |
|  | Clasificado a Play-offs |
|  | Ganador de la Copa Chile 2008-09 y accede a la disputa por "Chile 2" con U. de Chile para la Copa Sudamericana 2009                  |

## Resultados
|  | Curicó Unido         | 2 - 2 | Colo-Colo                 |  | Fiscal de Talca                  | Claudio Puga      | 31 de enero  | 17:00 |  |
|  | Huachipato           | 0 - 1 | Universidad de Concepción |  | Municipal de Concepción          | Jorge Osorio      | 31 de enero  | 19:00 |  |
|  | Ñublense             | 2 - 1 | Audax Italiano            |  | Bicentenario Nelson Oyarzún      | Francisco Caamaño | 31 de enero  | 20:00 |  |
|  | Everton              | 0 - 1 | Unión Española            |  | Sausalito                        | Patricio Polic    | 31 de enero  | 20:00 |  |
|  | Municipal Iquique    | 0 - 4 | Universidad Católica      |  | Tierra de Campeones              | Carlos Chandía    | 1 de febrero | 16:00 |  |
|  | Cobresal             | 1 - 1 | O'Higgins                 |  | El Cobre                         | Eduardo Gamboa    | 1 de febrero | 16:00 |  |
|  | Santiago Morning     | 2 - 0 | Cobreloa                  |  | Municipal de La Pintana          | René de la Rosa   | 1 de febrero | 18:00 |  |
|  | Rangers              | 1 - 1 | Deportes La Serena        |  | Fiscal de Talca                  | Guido Aros        | 1 de febrero | 18:30 |  |
|  | Universidad de Chile | 3 - 0 | Palestino                 |  | Nacional Julio Martínez Prádanos | Eduardo Ponce     | 2 de abril   | 19:00 |  |

|  | Deportes La Serena        | 0 - 3 | Colo-Colo            |  | La Portada               | Jorge Osorio       | 6 de febrero  | 21:00 |  |
|  | Palestino                 | 1 - 2 | O'Higgins            |  | Municipal de La Cisterna | Carlos Chandía     | 7 de febrero  | 18:00 |  |
|  | Universidad de Concepción | 0 - 0 | Everton              |  | Municipal de Concepción  | René de la Rosa    | 7 de febrero  | 19:00 |  |
|  | Universidad Católica      | 1 - 1 | Cobresal             |  | San Carlos de Apoquindo  | Claudio Fuenzalida | 7 de febrero  | 19:00 |  |
|  | Audax Italiano            | 1 - 1 | Santiago Morning     |  | Municipal de La Florida  | Julio Bascuñán     | 7 de febrero  | 20:00 |  |
|  | Municipal Iquique         | 1 - 0 | Curicó Unido         |  | Tierra de Campeones      | Carlos Ulloa       | 8 de febrero  | 16:00 |  |
|  | Cobreloa                  | 3 - 0 | Ñublense             |  | Municipal de Calama      | Claudio Puga       | 8 de febrero  | 16:00 |  |
|  | Unión Española            | 4 - 0 | Huachipato           |  | Santa Laura              | Eduardo Ponce      | 8 de febrero  | 19:00 |  |
|  | Rangers                   | 0 - 4 | Universidad de Chile |  | Fiscal de Talca          | Julio Bascuñán     | 18 de febrero | 19:00 |  |

|  | Everton              | 3 - 0 | Municipal Iquique         |  | Sausalito                   | Álvaro García     | 13 de febrero | 20:00 |  |
|  | Palestino            | 0 - 2 | Audax Italiano            |  | Municipal de La Cisterna    | Jorge Osorio      | 14 de febrero | 18:00 |  |
|  | Colo-Colo            | 2 - 0 | Universidad de Concepción |  | Monumental                  | Eduardo Gamboa    | 14 de febrero | 19:00 |  |
|  | Ñublense             | 2 - 1 | Santiago Morning          |  | Bicentenario Nelson Oyarzún | Guido Aros        | 14 de febrero | 20:00 |  |
|  | Deportes La Serena   | 1 - 2 | Universidad Católica      |  | La Portada                  | Pablo Pozo        | 14 de febrero | 21:30 |  |
|  | Cobresal             | 1 - 3 | Unión Española            |  | El Cobre                    | Carlos Ulloa      | 15 de febrero | 16:00 |  |
|  | Huachipato           | 0 - 0 | Curicó Unido              |  | Municipal de Concepción     | Francisco Caamaño | 15 de febrero | 18:00 |  |
|  | O'Higgins            | 1 - 0 | Rangers                   |  | El Teniente                 | Enrique Osses     | 15 de febrero | 18:00 |  |
|  | Universidad de Chile | 4 - 1 | Cobreloa                  |  | Francisco Sánchez Rumoroso  | Carlos Chandía    | 15 de febrero | 19:00 |  |

|  | Santiago Morning          | 5 - 0 | Huachipato           |  | Municipal de La Pintana | Álvaro García      | 21 de febrero | 17:00 |  |
|  | Universidad de Concepción | 2 - 0 | O'Higgins            |  | Municipal de Concepción | Claudio Fuenzalida | 21 de febrero | 19:00 |  |
|  | Unión Española            | 0 - 1 | Universidad de Chile |  | Santa Laura             | Pablo Pozo         | 21 de febrero | 19:00 |  |
|  | Everton                   | 3 - 2 | Rangers              |  | Sausalito               | Claudio Puga       | 21 de febrero | 20:00 |  |
|  | Cobresal                  | 1 - 4 | Cobreloa             |  | El Cobre                | Eduardo Ponce      | 22 de febrero | 16:00 |  |
|  | Municipal Iquique         | 3 - 0 | Palestino            |  | Tierra de Campeones     | Eduardo Gamboa     | 22 de febrero | 16:00 |  |
|  | Universidad Católica      | 1 - 0 | Ñublense             |  | San Carlos de Apoquindo | Patricio Polic     | 22 de febrero | 17:00 |  |
|  | Curicó Unido              | 1 - 1 | Deportes La Serena   |  | La Granja               | René de la Rosa    | 22 de febrero | 17:00 |  |
|  | Audax Italiano            | 2 - 1 | Colo-Colo            |  | Municipal de La Florida | Enrique Osses      | 22 de febrero | 19:00 |  |

|  | Cobreloa                  | 4 - 0 | Palestino            |  | Municipal de Calama         | Enrique Osses     | 25 de febrero | 16:00 |  |
|  | O'Higgins                 | 3 - 1 | Universidad Católica |  | El Teniente                 | Jorge Osorio      | 25 de febrero | 19:00 |  |
|  | Unión Española            | 2 - 0 | Municipal Iquique    |  | Santa Laura                 | Julio Bascuñán    | 25 de febrero | 20:00 |  |
|  | Colo-Colo                 | 4 - 2 | Santiago Morning     |  | Monumental                  | Carlos Chandía    | 25 de febrero | 21:00 |  |
|  | Rangers                   | 1 - 2 | Cobresal             |  | Fiscal de Talca             | Francisco Caamaño | 25 de febrero | 21:00 |  |
|  | Deportes La Serena        | 3 - 1 | Huachipato           |  | La Portada                  | Carlos Ulloa      | 25 de febrero | 21:00 |  |
|  | Universidad de Concepción | 3 - 1 | Audax Italiano       |  | Municipal de Concepción     | Guido Aros        | 26 de febrero | 20:00 |  |
|  | Ñublense                  | 1 - 1 | Everton              |  | Bicentenario Nelson Oyarzún | René de la Rosa   | 28 de marzo   | 20:00 |  |
|  | Curicó Unido              | 1 - 3 | Universidad de Chile |  | La Granja                   | Claudio Puga      | 22 de abril   | 13:00 |  |

|  | Rangers              | 2 - 1 | Colo-Colo                 |  | Fiscal de Talca             | Eduardo Ponce      | 28 de febrero | 18:00 |  |
|  | Universidad de Chile | 0 - 0 | Municipal Iquique         |  | Francisco Sánchez Rumoroso  | Enrique Osses      | 28 de febrero | 20:00 |  |
|  | Ñublense             | 1 - 1 | Cobresal                  |  | Bicentenario Nelson Oyarzún | Eduardo Gamboa     | 28 de febrero | 20:00 |  |
|  | Cobreloa             | 1 - 1 | Deportes La Serena        |  | Municipal de Calama         | Álvaro García      | 1 de marzo    | 16:00 |  |
|  | Huachipato           | 2 - 0 | Universidad Católica      |  | Municipal de Concepción     | Carlos Chandía     | 1 de marzo    | 16:00 |  |
|  | O'Higgins            | 0 - 1 | Everton                   |  | El Teniente                 | Patricio Polic     | 1 de marzo    | 18:00 |  |
|  | Santiago Morning     | 5 - 4 | Universidad de Concepción |  | Municipal de La Pintana     | Pablo Pozo         | 1 de marzo    | 18:00 |  |
|  | Palestino            | 0 - 4 | Curicó Unido              |  | Municipal de La Cisterna    | Claudio Fuenzalida | 1 de marzo    | 18:00 |  |
|  | Audax Italiano       | 2 - 2 | Unión Española            |  | Municipal de La Florida     | Claudio Puga       | 1 de marzo    | 19:00 |  |

|  | Everton                   | 1 - 1 | Universidad de Chile |  | Sausalito               | Jorge Osorio      | 7 de marzo  | 18:00 |  |
|  | Universidad de Concepción | 2 - 2 | Rangers              |  | Municipal de Concepción | Carlos Ulloa      | 7 de marzo  | 19:00 |  |
|  | Unión Española            | 2 - 1 | Palestino            |  | Santa Laura             | Carlos Chandía    | 7 de marzo  | 19:00 |  |
|  | Cobresal                  | 0 - 0 | Huachipato           |  | El Cobre                | Guido Aros        | 8 de marzo  | 16:00 |  |
|  | Municipal Iquique         | 2 - 2 | Santiago Morning     |  | Tierra de Campeones     | Francisco Caamaño | 8 de marzo  | 16:00 |  |
|  | Curicó Unido              | 1 - 4 | Audax Italiano       |  | La Granja               | Álvaro García     | 8 de marzo  | 17:00 |  |
|  | Deportes La Serena        | 3 - 0 | Ñublense             |  | La Portada              | Julio Bascuñán    | 8 de marzo  | 17:00 |  |
|  | Universidad Católica      | 4 - 0 | Cobreloa             |  | San Carlos de Apoquindo | Claudio Puga      | 8 de marzo  | 19:00 |  |
|  | Colo-Colo                 | 1 - 1 | O'Higgins            |  | Monumental              | Enrique Osses     | 18 de marzo | 20:00 |  |

|  | Huachipato         | 3 - 0 | O'Higgins                 |  | Municipal de Concepción     | Eduardo Gamboa     | 13 de marzo | 20:00 |  |
|  | Palestino          | 4 - 2 | Universidad de Concepción |  | Municipal de La Cisterna    | Guido Aros         | 14 de marzo | 16:00 |  |
|  | Audax Italiano     | 1 - 2 | Universidad de Chile      |  | Municipal de La Florida     | Carlos Chandía     | 14 de marzo | 18:00 |  |
|  | Ñublense           | 2 - 1 | Municipal Iquique         |  | Bicentenario Nelson Oyarzún | Claudio Fuenzalida | 14 de marzo | 20:00 |  |
|  | Curicó Unido       | 2 - 1 | Rangers                   |  | La Granja                   | Jorge Osorio       | 15 de marzo | 12:00 |  |
|  | Cobreloa           | 2 - 1 | Unión Española            |  | Municipal de Calama         | Patricio Polic     | 15 de marzo | 16:00 |  |
|  | Santiago Morning   | 3 - 3 | Cobresal                  |  | Municipal de La Pintana     | Álvaro García      | 15 de marzo | 16:00 |  |
|  | Colo-Colo          | 0 - 1 | Universidad Católica      |  | Monumental                  | Pablo Pozo         | 15 de marzo | 17:00 |  |
|  | Deportes La Serena | 1 - 3 | Everton                   |  | La Portada                  | Eduardo Ponce      | 22 de abril | 20:00 |  |

|  | Unión Española            | 5 - 2 | Colo-Colo          |  | Santa Laura                      | Enrique Osses     | 21 de marzo | 16:30 |  |
|  | Universidad de Concepción | 0 - 0 | Deportes La Serena |  | Municipal de Concepción          | Claudio Puga      | 21 de marzo | 19:00 |  |
|  | Santiago Morning          | 5 - 1 | Palestino          |  | Municipal de La Pintana          | Carlos Ulloa      | 22 de marzo | 16:00 |  |
|  | Municipal Iquique         | 3 - 3 | Audax Italiano     |  | Tierra de Campeones              | Jorge Osorio      | 22 de marzo | 16:00 |  |
|  | Rangers                   | 1 - 1 | Huachipato         |  | Fiscal de Talca                  | Julio Bascuñán    | 22 de marzo | 16:00 |  |
|  | Cobresal                  | 1 - 0 | Curicó Unido       |  | El Cobre                         | Francisco Caamaño | 22 de marzo | 16:00 |  |
|  | Universidad Católica      | 1 - 1 | Everton            |  | San Carlos de Apoquindo          | Carlos Chandía    | 22 de marzo | 17:00 |  |
|  | O'Higgins                 | 1 - 1 | Cobreloa           |  | El Teniente                      | Eduardo Ponce     | 22 de marzo | 17:00 |  |
|  | Universidad de Chile      | 3 - 0 | Ñublense           |  | Nacional Julio Martínez Prádanos | Pablo Pozo        | 22 de marzo | 19:10 |  |

|  | Colo-Colo            | 1 - 2 | Municipal Iquique         |  | Monumental                       | Álvaro García     | 4 de abril | 17:30 |  |
|  | Everton              | 1 - 3 | Santiago Morning          |  | Sausalito                        | Manuel Acosta     | 4 de abril | 19:00 |  |
|  | Ñublense             | 1 - 1 | Rangers                   |  | Bicentenario Nelson Oyarzún      | Francisco Caamaño | 4 de abril | 20:00 |  |
|  | Audax Italiano       | 2 - 0 | Huachipato                |  | Municipal de La Florida          | Claudio Puga      | 4 de abril | 20:00 |  |
|  | Deportes La Serena   | 0 - 3 | Unión Española            |  | La Portada                       | Carlos Chandía    | 4 de abril | 20:00 |  |
|  | Curicó Unido         | 3 - 2 | Universidad Católica      |  | La Granja                        | Enrique Osses     | 5 de abril | 15:30 |  |
|  | Palestino            | 2 - 0 | Cobresal                  |  | Municipal de La Cisterna         | Julio Bascuñán    | 5 de abril | 15:30 |  |
|  | Cobreloa             | 2 - 0 | Universidad de Concepción |  | Municipal de Calama              | René de la Rosa   | 5 de abril | 16:00 |  |
|  | Universidad de Chile | 2 - 2 | O'Higgins                 |  | Nacional Julio Martínez Prádanos | Jorge Osorio      | 5 de abril | 18:00 |  |

|  | Huachipato           | 3 - 2 | Cobreloa                  |  | Municipal de Concepción          | Claudio Fuenzalida | 27 de marzo | 21:00 |  |
|  | Santiago Morning     | 0 - 1 | Curicó Unido              |  | Municipal de La Cisterna         | Eduardo Gamboa     | 28 de marzo | 16:00 |  |
|  | Rangers              | 1 - 3 | Unión Española            |  | Fiscal de Talca                  | Guido Aros         | 28 de marzo | 18:00 |  |
|  | Deportes La Serena   | 0 - 3 | Palestino                 |  | La Portada                       | Patricio Polic     | 28 de marzo | 19:00 |  |
|  | Municipal Iquique    | 1 - 1 | Universidad de Concepción |  | Tierra de Campeones              | Eduardo Ponce      | 28 de marzo | 22:00 |  |
|  | O'Higgins            | 1 - 0 | Ñublense                  |  | El Teniente                      | Carlos Ulloa       | 8 de abril  | 20:00 |  |
|  | Universidad Católica | 0 - 2 | Audax Italiano            |  | Nacional Julio Martínez Prádanos | Jorge Osorio       | 9 de abril  | 19:00 |  |
|  | Colo-Colo            | 1 - 1 | Everton                   |  | Monumental                       | Jorge Osorio       | 13 de mayo  | 20:00 |  |
|  | Cobresal             | 3 - 2 | Universidad de Chile      |  | El Cobre                         | Enrique Osses      | 21 de mayo  | 12:00 |  |

|  | Everton                   | 5 - 1 | Huachipato         |  | Sausalito                        | Francisco Caamaño  | 9 de abril  | 19:00 |  |
|  | Unión Española            | 2 - 1 | O'Higgins          |  | Santa Laura                      | Pablo Pozo         | 11 de abril | 16:00 |  |
|  | Universidad de Concepción | 3 - 1 | Cobresal           |  | Municipal de Concepción          | Álvaro García      | 11 de abril | 18:00 |  |
|  | Universidad de Chile      | 1 - 3 | Santiago Morning   |  | Nacional Julio Martínez Prádanos | Eduardo Ponce      | 11 de abril | 18:30 |  |
|  | Ñublense                  | 2 - 0 | Colo-Colo          |  | Bicentenario Nelson Oyarzún      | Patricio Polic     | 12 de abril | 15:30 |  |
|  | Curicó Unido              | 2 - 0 | Cobreloa           |  | La Granja                        | Guido Aros         | 12 de abril | 16:00 |  |
|  | Municipal Iquique         | 1 - 1 | Rangers            |  | Tierra de Campeones              | Claudio Puga       | 12 de abril | 16:00 |  |
|  | Audax Italiano            | 1 - 2 | Deportes La Serena |  | Municipal de La Florida          | Claudio Fuenzalida | 12 de abril | 18:00 |  |
|  | Universidad Católica      | 4 - 1 | Palestino          |  | San Carlos de Apoquindo          | Eduardo Gamboa     | 12 de abril | 18:00 |  |

|  | Huachipato           | 3 - 1 | Municipal Iquique         |  | Municipal de Concepción          | René de la Rosa | 17 de abril | 20:00 |  |
|  | Rangers              | 2 - 1 | Universidad Católica      |  | Fiscal de Talca                  | Álvaro García   | 18 de abril | 16:00 |  |
|  | O'Higgins            | 1 - 2 | Audax Italiano            |  | El Teniente                      | Enrique Osses   | 18 de abril | 19:00 |  |
|  | Santiago Morning     | 1 - 3 | Unión Española            |  | Municipal de La Pintana          | Claudio Puga    | 19 de abril | 12:00 |  |
|  | Palestino            | 1 - 1 | Ñublense                  |  | Municipal de La Cisterna         | Eduardo Ponce   | 19 de abril | 12:00 |  |
|  | Curicó Unido         | 0 - 1 | Universidad de Concepción |  | La Granja                        | Manuel Acosta   | 19 de abril | 12:00 |  |
|  | Cobresal             | 2 - 2 | Deportes La Serena        |  | El Cobre                         | Carlos Ulloa    | 19 de abril | 16:00 |  |
|  | Cobreloa             | 1 - 0 | Everton                   |  | Municipal de Calama              | Julio Bascuñán  | 19 de abril | 16:00 |  |
|  | Universidad de Chile | 1 - 3 | Colo-Colo                 |  | Nacional Julio Martínez Prádanos | Carlos Chandía  | 19 de abril | 16:00 |  |

|  | Universidad de Concepción | 1 - 1 | Universidad de Chile |  | Municipal de Concepción     | Enrique Osses      | 25 de abril | 16:00 |  |
|  | Colo-Colo                 | 2 - 2 | Huachipato           |  | Monumental                  | Álvaro García      | 25 de abril | 19:00 |  |
|  | Municipal Iquique         | 3 - 1 | O'Higgins            |  | Tierra de Campeones         | Eduardo Gamboa     | 25 de abril | 22:00 |  |
|  | Palestino                 | 1 - 0 | Rangers              |  | Municipal de La Cisterna    | Patricio Polic     | 26 de abril | 16:00 |  |
|  | Audax Italiano            | 0 - 0 | Cobreloa             |  | Municipal de La Florida     | Francisco Caamaño  | 26 de abril | 16:00 |  |
|  | Ñublense                  | 1 - 1 | Curicó Unido         |  | Bicentenario Nelson Oyarzún | Claudio Fuenzalida | 26 de abril | 16:00 |  |
|  | Deportes La Serena        | 1 - 4 | Santiago Morning     |  | La Portada                  | Carlos Chandía     | 26 de abril | 16:00 |  |
|  | Universidad Católica      | 1 - 1 | Unión Española       |  | San Carlos de Apoquindo     | Julio Bascuñán     | 26 de abril | 18:30 |  |
|  | Everton                   | 1 - 1 | Cobresal             |  | Sausalito                   | Guido Aros         | 6 de mayo   | 20:00 |  |

|  | Cobreloa             | 2 - 0 | Colo-Colo                 |  | Municipal de Calama              | Enrique Osses   | 2 de mayo | 15:00 |  |
|  | Cobresal             | 2 - 5 | Deportes Iquique          |  | El Cobre                         | Patricio Polic  | 2 de mayo | 16:00 |  |
|  | Universidad de Chile | 3 - 2 | Deportes La Serena        |  | Nacional Julio Martínez Prádanos | Eduardo Gamboa  | 2 de mayo | 17:30 |  |
|  | Huachipato           | 3 - 1 | Ñublense                  |  | Municipal de Concepción          | Manuel Acosta   | 2 de mayo | 18:00 |  |
|  | Everton              | 1 - 1 | Palestino                 |  | Sausalito                        | Claudio Puga    | 2 de mayo | 20:00 |  |
|  | Rangers              | 0 - 1 | Audax Italiano            |  | Fiscal de Talca                  | Carlos Ulloa    | 3 de mayo | 15:30 |  |
|  | Santiago Morning     | 0 - 1 | Universidad Católica      |  | Nacional Julio Martínez Prádanos | Eduardo Ponce   | 3 de mayo | 16:00 |  |
|  | O'Higgins            | 5 - 3 | Curicó Unido              |  | El Teniente                      | René de la Rosa | 3 de mayo | 17:00 |  |
|  | Unión Española       | 2 - 1 | Universidad de Concepción |  | Santa Laura                      | Carlos Chandía  | 3 de mayo | 18:30 |  |

|  | Santiago Morning     | 2 - 1 | Rangers                   |  | Municipal de La Pintana          | Francisco Caamaño  | 9 de mayo  | 15:30 |  |
|  | Colo-Colo            | 5 - 2 | Cobresal                  |  | Monumental                       | Claudio Fuenzalida | 9 de mayo  | 18:00 |  |
|  | Huachipato           | 4 - 1 | Palestino                 |  | Municipal de Concepción          | Carlos Chandía     | 9 de mayo  | 18:00 |  |
|  | Deportes La Serena   | 1 - 2 | O'Higgins                 |  | La Portada                       | Julio Bascuñán     | 9 de mayo  | 20:00 |  |
|  | Audax Italiano       | 0 - 1 | Everton                   |  | Municipal de La Florida          | Álvaro García      | 9 de mayo  | 20:30 |  |
|  | Curicó Unido         | 1 - 3 | Unión Española            |  | La Granja                        | Enrique Osses      | 10 de mayo | 12:00 |  |
|  | Ñublense             | 2 - 3 | Universidad de Concepción |  | Bicentenario Nelson Oyarzún      | Guido Aros         | 10 de mayo | 16:00 |  |
|  | Cobreloa             | 0 - 2 | Municipal Iquique         |  | Municipal de Calama              | Eduardo Ponce      | 10 de mayo | 16:00 |  |
|  | Universidad Católica | 0 - 1 | Universidad de Chile      |  | Nacional Julio Martínez Prádanos | Claudio Puga       | 10 de mayo | 16:00 |  |

|  | Universidad de Concepción | 0 - 2 | Universidad Católica |  | Municipal de Concepción          | Jorge Osorio    | 15 de mayo | 20:00 |  |
|  | Palestino                 | 1 - 0 | Colo-Colo            |  | Nacional Julio Martínez Prádanos | Claudio Puga    | 16 de mayo | 16:00 |  |
|  | Cobresal                  | 1 - 0 | Audax Italiano       |  | El Cobre                         | René de la Rosa | 16 de mayo | 16:00 |  |
|  | O'Higgins                 | 3 - 2 | Santiago Morning     |  | El Teniente                      | Manuel Acosta   | 16 de mayo | 18:30 |  |
|  | Unión Española            | 1 - 2 | Ñublense             |  | Santa Laura                      | Carlos Ulloa    | 16 de mayo | 18:30 |  |
|  | Municipal Iquique         | 2 - 0 | Deportes La Serena   |  | Tierra de Campeones              | Enrique Osses   | 16 de mayo | 22:00 |  |
|  | Universidad de Chile      | 1 - 3 | Huachipato           |  | Nacional Julio Martínez Prádanos | Patricio Polic  | 17 de mayo | 12:00 |  |
|  | Everton                   | 3 - 2 | Curicó Unido         |  | Sausalito                        | Carlos Chandía  | 17 de mayo | 15:30 |  |
|  | Rangers                   | 4 - 1 | Cobreloa             |  | Fiscal de Talca                  | Álvaro García   | 17 de mayo | 15:30 |  |

## Play-offs
Al concluir la fase regular, los 8 primeros equipos de la tabla general disputaron el título del Torneo Apertura 2009 enfrentándose en partidos ida y vuelta. Las parejas de cuartos de final fueron el 1° contra el 8°, el 2° contra el 7°, el 3° contra el 6° y el 4° contra el 5°.
|  | Cuartos de final     | Cuartos de final     | Cuartos de final     |       |                      | Semifinales       | Semifinales       | Semifinales       |  |  | Final          | Final          | Final          |
|  | 13 al 21 de junio    | 13 al 21 de junio    | 13 al 21 de junio    |       |                      | 24 al 29 de junio | 24 al 29 de junio | 24 al 29 de junio |  |  | 4 y 7 de julio | 4 y 7 de julio | 4 y 7 de julio |
|  |                      |                      |                      |       |                      |                   |                   |                   |  |  |                |                |                |
|  | Unión Española       | 1                    | 6                    |       |                      |                   |                   |                   |  |  |                |                |                |
|  | O'Higgins            | 1                    | 1                    |       |                      |                   |                   |                   |  |  |                |                |                |
|  | O'Higgins            | 1                    | 1                    |       | Unión Española (p)   | 0                 | 0 (4)             |                   |  |  |                |                |                |
|  |                      |                      |                      |       | Unión Española (p)   | 0                 | 0 (4)             |                   |  |  |                |                |                |
|  |                      | Universidad Católica | 0                    | 0 (2) |                      |                   |                   |                   |  |  |                |                |                |
|  | Santiago Morning     | Universidad Católica | 0                    | 0 (2) | 0                    | 1                 |                   |                   |  |  |                |                |                |
|  | Santiago Morning     |                      |                      |       | 0                    | 1                 |                   |                   |  |  |                |                |                |
|  | Universidad Católica | 4                    | 4                    |       |                      |                   |                   |                   |  |  |                |                |                |
|  |                      |                      |                      |       |                      |                   |                   |                   |  |  | Unión Española | 1              | 0              |
|  |                      |                      | Universidad de Chile | 1     | 1                    |                   |                   |                   |  |  |                |                |                |
|  | Universidad de Chile | 4                    | 2                    |       |                      |                   |                   |                   |  |  |                |                |                |
|  | Audax Italiano       | 1                    | 4                    |       |                      |                   |                   |                   |  |  |                |                |                |
|  | Audax Italiano       | 1                    | 4                    |       | Universidad de Chile | 0                 | 3                 |                   |  |  |                |                |                |
|  |                      |                      |                      |       | Universidad de Chile | 0                 | 3                 |                   |  |  |                |                |                |
|  |                      | Everton              | 1                    | 1     |                      |                   |                   |                   |  |  |                |                |                |
|  | Everton              | Everton              | 1                    | 1     | 2                    | 2                 |                   |                   |  |  |                |                |                |
|  | Everton              |                      |                      |       | 2                    | 2                 |                   |                   |  |  |                |                |                |
|  | Municipal Iquique    | 2                    | 1                    |       |                      |                   |                   |                   |  |  |                |                |                |

- Nota: En cada llave, el equipo que ocupa la primera línea es el que definió la serie como local.

### Cuartos de final
|  | Audax Italiano       | 1 - 4 | Universidad de Chile |  | Nacional Julio Martínez Prádanos | Eduardo Ponce  | 13 de junio | 15:30 |  |
|  | O'Higgins            | 1 - 1 | Unión Española       |  | El Teniente                      | Eduardo Gamboa | 13 de junio | 18:00 |  |
|  | Municipal Iquique    | 2 - 2 | Everton              |  | Tierra de Campeones              | Patricio Polic | 14 de junio | 16:00 |  |
|  | Universidad Católica | 4 - 0 | Santiago Morning     |  | Nacional Julio Martínez Prádanos | Julio Bascuñán | 16 de junio | 20:00 |  |

|  | Universidad de Chile | 2 - 4 | Audax Italiano       |  | Nacional Julio Martínez Prádanos | Enrique Osses  | 20 de junio | 18:30 |  |
|  | Unión Española       | 6 - 1 | O'Higgins            |  | Santa Laura-Universidad SEK      | Claudio Puga   | 21 de junio | 12:00 |  |
|  | Everton              | 2 - 1 | Municipal Iquique    |  | Sausalito                        | Jorge Osorio   | 21 de junio | 16:00 |  |
|  | Santiago Morning     | 1 - 4 | Universidad Católica |  | Nacional Julio Martínez Prádanos | Carlos Chandía | 21 de junio | 18:30 |  |

### Semifinales
|  | Everton              | 1 - 0 | Universidad de Chile |  | Sausalito                        | Carlos Chandía | 24 de junio | 20:00 |  |
|  | Universidad Católica | 0 - 0 | Unión Española       |  | Nacional Julio Martínez Prádanos | Claudio Puga   | 25 de junio | 20:00 |  |

|  | Universidad de Chile | 3 - 1       | Everton              |  | Nacional Julio Martínez Prádanos | Pablo Pozo     | 27 de junio | 16:00 |  |
|  | Unión Española       | 0(4) - (2)0 | Universidad Católica |  | Santa Laura-Universidad SEK      | Carlos Chandía | 29 de junio | 12:00 |  |

### Final
|  | Universidad de Chile | 1 - 1 | Unión Española |  | Nacional Julio Martínez Prádanos | Carlos Chandía | 4 de julio | 16:00 |  |

|  | Unión Española | 0 - 1 | Universidad de Chile |  | Santa Laura-Universidad SEK | Pablo Pozo | 7 de julio | 19:00 |  |

## Campeón
| Universidad de Chile            |
| Universidad de Chile 13º Título |

## Clasificación a copas internacionales
El Torneo Apertura 2009 entregó un cupo para la Copa Libertadores 2010 y dos para la Copa Sudamericana 2009.

### Copa Libertadores 2010
El campeón, Universidad de Chile, participó en la Copa Libertadores 2010, integrándose a la fase de grupos como «Chile 1».

### Copa Sudamericana 2009
Unión Española obtuvo el cupo de «Chile 1» para la Copa Sudamericana 2009 al terminar primero en la tabla general de la fase regular. En tanto, el cupo de «Chile 2» se definió en cancha neutral en un partido clasificatorio entre el campeón de la Copa Chile 2008/Verano 2009, Universidad de Concepción, y el equipo que ocupó el segundo lugar de la tabla general de la fase clasificatoria del Torneo de Apertura 2009, Universidad de Chile. El ganador fue este último equipo, que obtuvo el segundo cupo para la Copa Sudamericana 2009.

## Asistencia en los estadios
Fecha de actualización: 7 de julio de 2009

### 20 partidos con mejor asistencia
| Jornada                | Estadio                          | Ciudad/Comuna            | Local                     | Visita               | Público |
| ---------------------- | -------------------------------- | ------------------------ | ------------------------- | -------------------- | ------- |
| Final (Ida)            | Nacional Julio Martínez Prádanos | Ñuñoa (Santiago)         | Universidad de Chile      | Unión Española       | 60.000  |
| 13                     | Nacional Julio Martínez Prádanos | Ñuñoa (Santiago)         | Universidad de Chile      | Colo-Colo            | 42.349  |
| Semifinal (Vuelta)     | Nacional Julio Martínez Prádanos | Ñuñoa (Santiago)         | Universidad de Chile      | Everton              | 30.000  |
| Cuartos de final (Ida) | Nacional Julio Martínez Prádanos | Ñuñoa (Santiago)         | Audax Italiano            | Universidad de Chile | 28.000  |
| 9                      | Nacional Julio Martínez Prádanos | Ñuñoa (Santiago)         | Universidad de Chile      | Ñublense             | 24.694  |
| 3                      | Francisco Sánchez Rumoroso       | Coquimbo                 | Universidad de Chile      | Cobreloa             | 18.350  |
| Final (Vuelta)         | Santa Laura-Universidad SEK      | Independencia (Santiago) | Unión Española            | Universidad de Chile | 18.000  |
| 14                     | Monumental                       | Macul (Santiago)         | Colo-Colo                 | Huachipato           | 15.873  |
| 10                     | Nacional Julio Martínez Prádanos | Ñuñoa (Santiago)         | Universidad de Chile      | O'Higgins            | 15.230  |
| Semifinal (Ida)        | Sausalito                        | Viña del Mar             | Everton                   | Universidad de Chile | 13.730  |
| Semifinal (Vuelta)     | Santa Laura-Universidad SEK      | Independencia (Santiago) | Unión Española            | Universidad Católica | 13.480  |
| 7                      | Sausalito                        | Viña del Mar             | Everton                   | Universidad de Chile | 13.265  |
| 14                     | San Carlos de Apoquindo          | Las Condes (Santiago)    | Universidad Católica      | Unión Española       | 12.981  |
| 16                     | Nacional Julio Martínez Prádanos | Ñuñoa (Santiago)         | Universidad Católica      | Universidad de Chile | 12.650  |
| 1                      | Fiscal                           | Talca                    | Curicó Unido              | Colo-Colo            | 12.000  |
| 4                      | Santa Laura-Universidad SEK      | Independencia (Santiago) | Unión Española            | Universidad de Chile | 11.600  |
| 9                      | San Carlos de Apoquindo          | Las Condes (Santiago)    | Universidad Católica      | Everton              | 11.347  |
| 12                     | Nacional Julio Martínez Prádanos | Ñuñoa (Santiago)         | Universidad de Chile      | Santiago Morning     | 10.889  |
| 14                     | Municipal                        | Concepción               | Universidad de Concepción | Universidad de Chile | 10.841  |

## Estadísticas

### Goleadores
Fecha de actualización: 7 de julio
| Jugador              | Jugador             | Goles | Equipo                    |
| -------------------- | ------------------- | ----- | ------------------------- |
| Bandera de Chile     | Esteban Paredes     | 17    | Santiago Morning          |
| Bandera de Argentina | Rubén Gigena        | 13    | Audax Italiano            |
| Bandera de Argentina | Gustavo Canales     | 13    | Unión Española            |
| Bandera de Argentina | Lucas Barrios       | 11    | Colo-Colo                 |
| Bandera de Uruguay   | Juan Manuel Olivera | 11    | Universidad de Chile      |
| Bandera de Chile     | Gabriel Vargas      | 10    | Universidad de Concepción |
| Bandera de Chile     | Mario Aravena       | 10    | Unión Española            |

### Tripletas, pókers o manos
Aquí se encuentra la lista de tripletas o hat-tricks, póker de goles y manos (en general, tres o más goles anotados por un jugador en un mismo encuentro) convertidos durante el torneo:
| #  | Fecha      | Jugador             | Goles | Local            | Resultado | Visitante                 | Jornada |
| -- | ---------- | ------------------- | ----- | ---------------- | --------- | ------------------------- | ------- |
| 1  | 08/02/2009 | Mario Aravena       |       | Unión Española   | 4 - 0     | Huachipato                | 2       |
| 2  | 01/03/2009 | Esteban Paredes     |       | Santiago Morning | 5 - 4     | Universidad de Concepción | 6       |
| 3  | 08/03/2009 | Rubén Darío Gigena  |       | Curicó Unido     | 1 - 4     | Audax Italiano            | 7       |
| 4  | 14/03/2009 | Juan Manuel Quevedo |       | Palestino        | 4 - 2     | Universidad de Concepción | 8       |
| 5  | 04/04/2009 | Esteban Paredes     |       | Everton          | 1 - 3     | Santiago Morning          | 10      |
| 6  | 02/05/2009 | Edson Puch          |       | Cobresal         | 2 - 5     | Municipal Iquique         | 15      |
| 7  | 03/05/2009 | Samuel Teuber       |       | O'Higgins        | 5 - 3     | Curicó Unido              | 15      |
| 8  | 09/05/2009 | Leonardo Monje      |       | Huachipato       | 4 - 1     | Palestino                 | 16      |
| 9  | 10/05/2009 | Gabriel Vargas      |       | Ñublense         | 2 - 3     | Universidad de Concepción | 16      |
| 10 | 21/05/2009 | Nicolás Canales     |       | Cobresal         | 3 - 2     | Universidad de Chile      | 11      |

### Autogoles
| Autogoles          | Autogoles          | Autogoles            | Autogoles | Autogoles            |
| Jugador            | Equipo             | Favorecido           | Goles     | Fecha                |
| ------------------ | ------------------ | -------------------- | --------- | -------------------- |
| Diego Silva        | Cobresal           | Unión Española       | 1         | 2                    |
| Miguel Ángel Ayala | Municipal Iquique  | Audax Italiano       | 1         | 9                    |
| Sergio Vargas      | Deportes La Serena | Unión Española       | 1         | 10                   |
| Carlos Cancino     | Palestino          | Universidad Católica | 1         | 12                   |
| Washington Torres  | Santiago Morning   | Universidad Católica | 1         | Cuartos de final (I) |